# In a Major Way
In a Major Way — другий студійний альбом американського репера E-40, виданий 14 березня 1995 р. лейблами Jive Records та Sick Wid It Records. Платівка містить продакшн від Кевіна Ґарднера, Майка Мослі, Сема Бостіка, Studio Ton та ін. Виконавчий продюсер: E-40. Реліз посів 2-гу сходинку чарту Top R&B/Hip-Hop Albums та 13-те місце чарту Billboard 200, продавши 70 тис. копій за перший тиждень. У записі альбому взяли участь B-Legit, Suga-T, Тупак, Mac Shawn, Spice 1, Celly Cel, Mac Mall та ін. RIAA визнала реліз платиновим.
Для реклами платівки зняли три відеокліпи: «Dusted 'n' Disgusted» (у відео Тупака замінив Celly Cel. Richie Rich також присутній у кліпі, він носить футболку з написом «Free 2Pac» (укр. Звільніть Тупака) та говорить кілька слів на початку), «Sprinkle Me» та «1 Luv». 25 січня 1995 як сингл видали «1 Luv», а 20 травня 1995 — «Sprinkle Me».

## Список пісень
1. «Intro»
2. «Chip in da Phone»
3. «Da Bumble»
4. «Sideways» (з участю B-Legit та Mac Shawn)
5. «Spittin'»
6. «Sprinkle Me» (з участю Suga-T)
7. «Outta Bounds»
8. «Dusted 'N' Disgusted» (з участю 2Pac, Spice 1 та Mac Mall)
9. «1 Luv» (з участю Levitti)
10. «Smoke 'N Drank»
11. «Day Ain't No»
12. «Fed Ex» (з участю Suga-T)
13. «H.I. Double L.» (з участю Celly Cel та B-Legit)
14. «Bootsee»
15. «It's All Bad» (з участю Lil E)
16. «Outro»

## Семпли
- «Fed»
  - «Get Up to Get Down» Brass Construction
  - «A Lesson to Be Learned» у вик. RBL Posse
  - «Tired of Being Stepped On» у вик. The Click
- «One Luv»
  - «Radio Activity» у вик. Royal Cash
  - «One Love» у вик. Whodini
- «Sideways»
  - «Let's Side» у вик. The Click

## Чартові позиції
Альбому
| Чарт (1995)               | Найвища позиція |
| ------------------------- | --------------- |
| США                       | 13              |
| US Top R&B/Hip-Hop Albums | 2               |

Синглів
| Пісня         | Чарт (1995)                | Найвища позиція |
| ------------- | -------------------------- | --------------- |
| «1-Luv»       | US Billboard Hot 100       | 71              |
| «1-Luv»       | US Hot R&B Singles         | 51              |
| «1-Luv»       | US Hot Rap Tracks          | 4               |
| «Sprinkle Me» | US Billboard Hot 100       | 44              |
| «Sprinkle Me» | US Hot Dance Singles Sales | 14              |
| «Sprinkle Me» | US Hot Rap Songs           | 5               |
| «Sprinkle Me» | US Hot R&B Singles         | 24              |
| «Sprinkle Me» | US Rhythmic Airplay Chart  | 27              |